# Béatrice et Bénédict

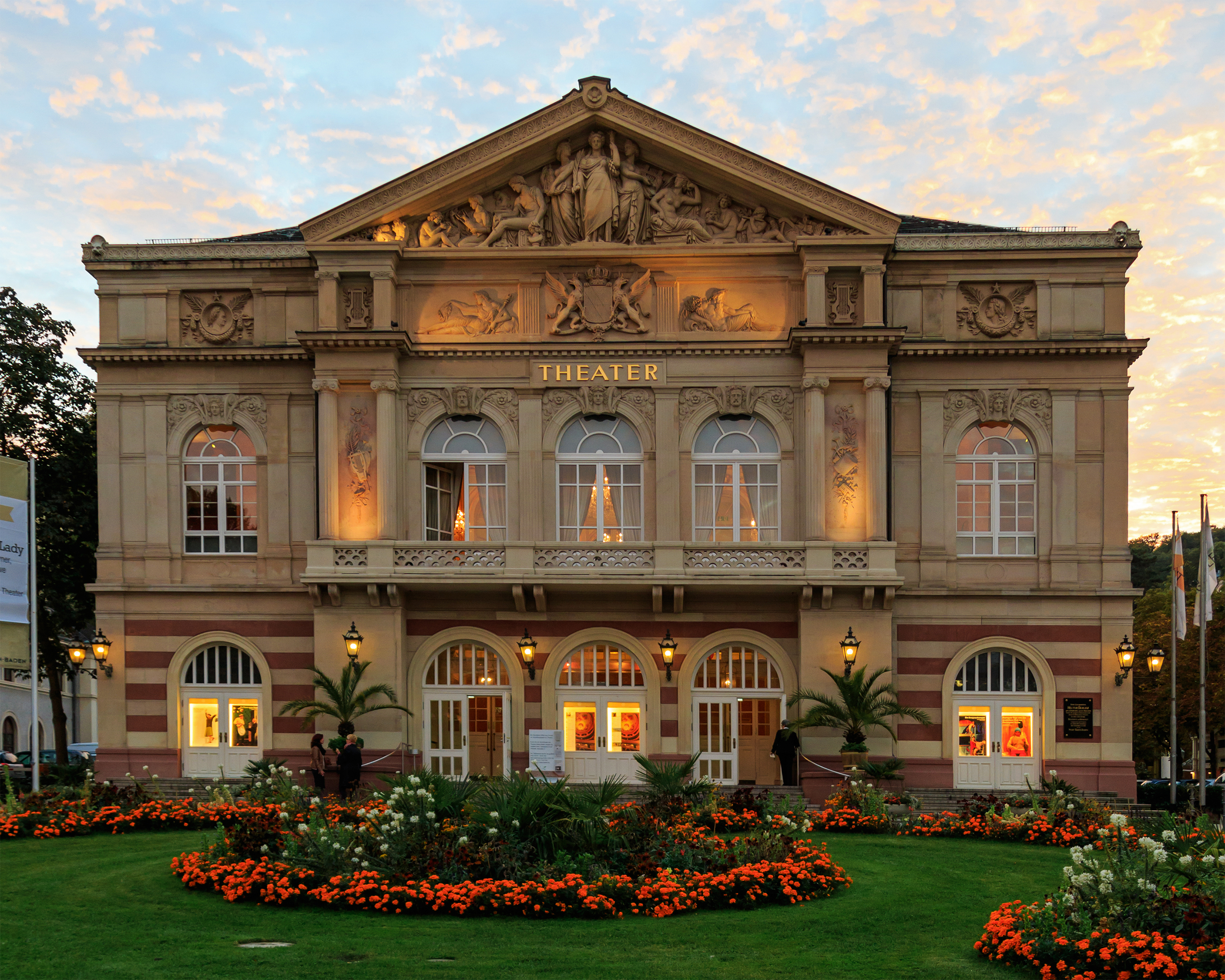
Het theater van Baden-Baden

Béatrice et Bénédict is een opéra-comique in twee bedrijven van Hector Berlioz op een libretto van de componist, gebaseerd op het blijspel Much Ado About Nothing van William Shakespeare. De première vond plaats op 9 augustus 1862 in het theater van Baden-Baden, ter gelegenheid van de opening.
Berlioz schreef Béatrice et Bénédict in opdracht van de directeur van het nieuwe theater van Baden-Baden. Hij werkte eraan van 1860 tot 1862, na de voltooiing van zijn grote opera Les Troyens. Het was zijn laatste belangrijke werk. De muziek is vaak toverachtig en vederlicht, maar het libretto is flinterdun en tussen de muziekstukken bevinden zich hele lappen gesproken tekst. De opera is daardoor nooit tot het standaardrepertoire gaan behoren. Er zijn echter een aantal juweeltjes in te ontdekken, zoals het duet tussen Héro en Ursule aan het eind van de eerste acte.
De eerste scènische opvoering in Nederland had pas plaats in 2001 bij De Nederlandse Opera in Amsterdam.

## Rolverdeling
- Don Pedro, generaal van het Siciliaanse leger - bas
- Claudio, adjudant van de generaal - bariton
- Bénédict, Siciliaanse officier, vriend van Claudio - tenor
- Léonato, gouverneur van Messina - acteur
- Héro, dochter van Léonato - sopraan
- Béatrice, nicht van Léonato - mezzosopraan
- Ursule, hofdame van Héro - mezzosopraan
- Somarone, kapelmeester

Béatrice et Bénédict · Benvenuto Cellini · La damnation de Faust ·
Les Troyens